# اچ‌ام‌ای‌اس کورومبا
اچ‌ام‌ای‌اس کورومبا (به انگلیسی: HMAS Kurumba) یک کشتی به طول ۳۷۸ فوت (۱۱۵ متر) بود. این کشتی در سال ۱۹۱۶ ساخته شد.